# Eduardo Frías
Eduardo Frías Molleda (Barcelona, 31 de diciembre de 1998), más conocido como Edu Frías, es un futbolista español que juega como guardameta en el Club Deportivo Ibiza Islas Pitiusas de la Segunda Federación.

## Trayectoria
Edu Frías comenzó su carrera futbolística en las categorías inferiores del RCD Espanyol, club con el que debutó profesionalmente en 2017 jugando para el RCD Espanyol B en la Segunda División B. Su desempeño en la cantera del Espanyol le permitió ganar experiencia en la competición nacional.
En julio de 2019, tras finalizar su contrato con el club catalán, Frías fichó por el Córdoba CF en un traspaso libre, firmando un contrato por dos temporadas. Durante su tiempo en el equipo andaluz, el guardameta tuvo la oportunidad de competir en Segunda División B y se destacó por su capacidad en la portería.
En julio de 2021, Frías firmó por la Cultural y Deportiva Leonesa, donde continuó su trayectoria en la Primera Federación. Durante la temporada, acumuló un total de 772 minutos en juego, alternando la portería con su compañero de equipo Sotres.
El 29 de junio de 2022, se unió a la Sociedad Cultural y Recreativa Peña Deportiva, equipo de la Segunda Federación, donde destacó por su seguridad bajo los palos y su regularidad en el once inicial.
En 2024, Frías se unió al Club Deportivo Ibiza Islas Pitiusas, manteniéndose en la Segunda Federación y buscando consolidar su carrera en el equipo balear, aportando su experiencia en competiciones nacionales para fortalecer la plantilla.

## Clubes
| Club                                          | País   | Año       |
| --------------------------------------------- | ------ | --------- |
| RCD Espanyol B                                | España | 2017-2019 |
| Córdoba CF                                    | España | 2019-2021 |
| Cultural y Deportiva Leonesa                  | España | 2021-2022 |
| Sociedad Cultural y Recreativa Peña Deportiva | España | 2022-2024 |
| Club Deportivo Ibiza Islas Pitiusas           | España | 2024-act. |